# Sofia Tamamshián
Sophia Georgievna Tamamshián (även stavat Tamamschan, Tamamschjan, Tamamschian, Софья Георгиевна Тамамшян), född 1900, död 1981 var en rysk botaniker.
Auktorsnamnet Tamamsch. kan användas för Sofia Tamamshián i samband med ett vetenskapligt namn inom botaniken; se Wikipediaartiklar som länkar till auktorsnamnet.

## Publikationer
- Vicia L., sidorna 476 - 512 i Flora of Azerbaijan, Vol. 5, Baku 1954 (på ryska)
- 1967. Flora of Caucasus.